# Plaza San Martín din Lima
Plaza San Martín este unul dintre cele mai reprezentative spații publice ale orașului Lima, Peru. Acesta este situat la al nouălea cvartal al bulevardului Colmena, în centrul istoric al Limei, care a fost declarat patrimoniu mondial în 1988 de către UNESCO. Acesta este situat lângă Plaza Mayor din Lima și este legat de acesta prin Jiron de la Union. Monumentul său central aduce un omagiu eliberatorului statului Peru, José de San Martín.

## Istorie

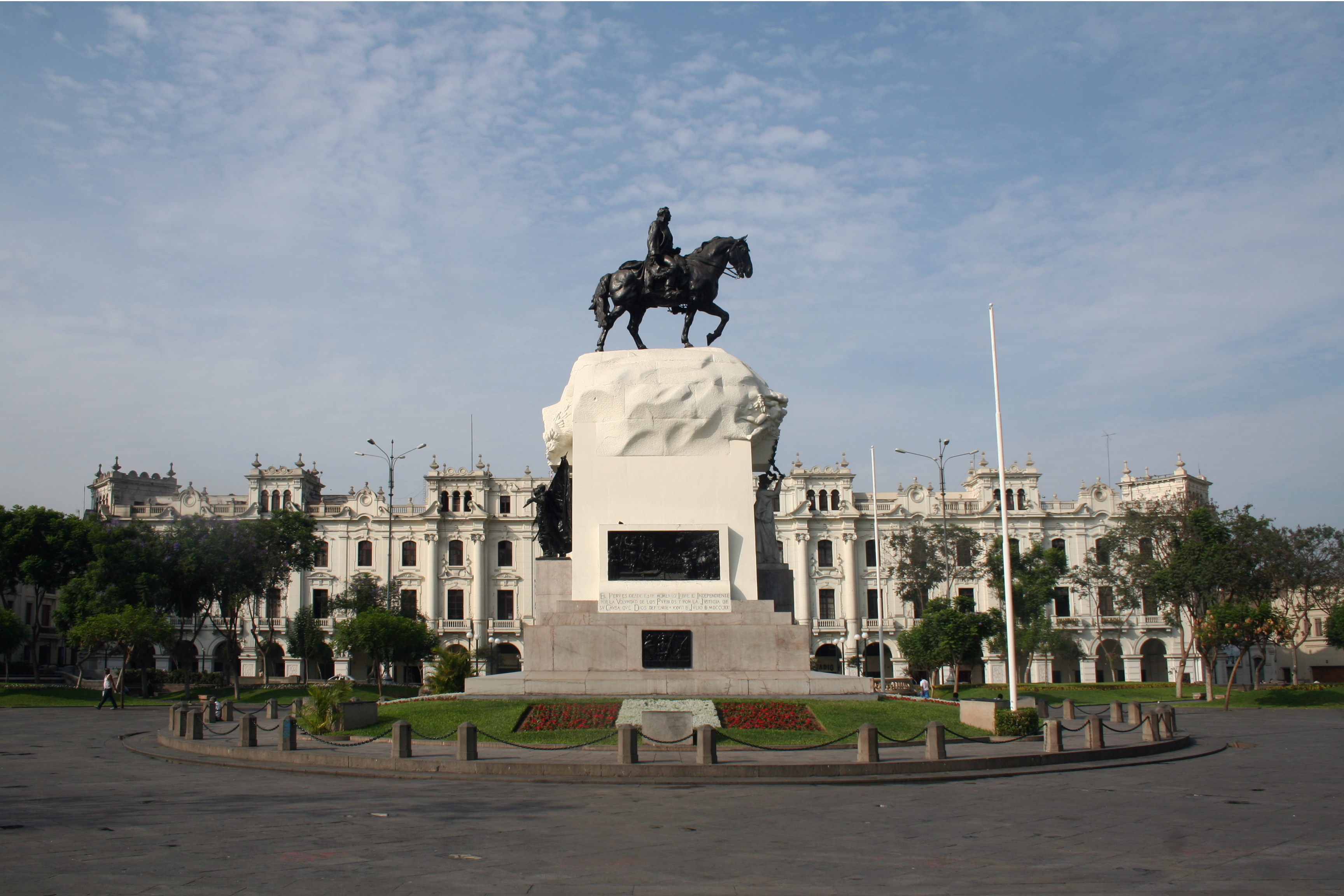
Monumentul lui José de San Martín

### Precedente
Locul unde se află piața acum a fost locul spitalului San Juan de Dios, care a fost dărâmat în 1850 și înlocuit cu o gară, care la rândul ei a fost demolată între 1911 și 1918.

### Construcție
Plaza San Martín a fost inaugurată pe 27 iulie 1921 cu ocazia celebrării a 100 de ani de la declararea independenței statului Peru. Proiectarea, decorarea, mobilarea și grădinăritul pieței a fost proiectat de Manuel Piqueras Cotolí. Băncile și balustradele au fost construite din marmură iar, pavajul din granit. De asemenea, existau patru fântâni cu apă, felinare de bronz și grădini pline cu flori. Proiectul pentru monumentul lui José de San Martín a fost ales în urma unui concurs în care proiectul creat de sculptorul spaniol Mariano Benlliure a ieșit victorios și l-a ilustrat pe San Martin în timpul călătoriei sale peste Anzi.

## Arhitectură
Construcția clădirilor care au înconjurat piața s-a produs într-un ritm treptat. Teatrul Colón și clădirile Giacoletti au fost primele structuri care au fost construite și au fost ridicate în 1914 înainte de construirea pieței. Celelalte clădiri au fost construite ulterior în trei etape. Hotelul Bolivar a fost construit în 1924 și a fost proiectat de Rafael Marquina. Arcadele Zela și Pumacahua au fost construite în a doua etapă, în 1926 și, de asemenea, au fost proiectate de Rafael Marquina. Club Nacional a fost construit în 1929 de Ricardo de Jaxa Malachowski și Enrique Bianchi. În a treia și ultima etapă a proiectului din 1935-1945, flancurile rămase ale pieței au fost construite odată cu construcția clădirilor Cine Metro, Fénix, Boza și Sudamérica, ce au fost construite în stilul neocolonial (similar cu arhitectura revigorantă a colonialismului spaniol).
Drept urmare, piața păstrează uniformitatea față de fațadele clădirilor sale. Aspectul său general este în primul rând baroc; clădirile, piața și monumentul central corespund stilurilor uniforme și specifice. Stilul arhitectonic căruia îi aparțin majoritatea clădirilor din jur este cel al stilurilor neohispanice sau neocoloniale din domeniul arhitecturii derivate europene.